# Albalá
Albalá és un municipi de la província de Càceres, a la comunitat autònoma d'Extremadura (Espanya). En les sèries històriques dels censos de l'INE apareix com Albalat entre 1860 i 1920, com Albalá des de 1930 i com Albalá del Caudillo des 1960. Des del 14 de desembre 2001, el seu nom oficial va tornar a ser el qual s'havia adoptat en 1930.

## Demografia
| 890 | 832 | 858 | 850 | 848 | 859 | 858 | 878 | 860 | 850 |